# Rauher Kopf (Weißkam)
De Rauher Kopf, ook wel Großer Rauher Kopf, is een 2989 meter hoge bergtop in de Ötztaler Alpen in het Oostenrijkse Tirol.
De berg ligt in de Weißkam, net ten noorden van de Gepatschferner. Net ten noorden van de bergtop ligt op 2731 meter hoogte de Rauhekopfhütte. Een tocht naar de top van de Rauher Kopf begint bij deze berghut en loopt dan omhoog richting Gepatschferner, over de weg naar de Weißseespitze. Nadat de rand van de gletsjer is beroerd, gaat het over losse rotsen naar de rotsklim richting de top (UIAA-graad I-II).